# Höllischtalbächlein
Das Höllischtalbächlein ist ein fast drei Kilometer langer Bach im Mittleren Pfälzerwald, der auf dem Gebiet der kreisfreien Stadt Neustadt an der Weinstraße verläuft und ein südöstlicher und rechter Zufluss des Speyerbachs ist.

## Geographie

### Verlauf
Das Höllischtalbächlein entspringt in der Gemarkung des Neustadter Stadtteils Hambach an der Weinstraße auf einer Höhe von 362 m ü. NHN in einem Mischwald etwa 700 Meter südöstlich des Hellerplatzhauses, einer vom Ortsverein Neustadt an der Weinstraße des Pfälzerwald-Vereins bewirtschafteten Schutzhütte. Seine nur intermittierend wasserführende Quelle liegt in der Flur Kropsberg am Nordfuß der Oberscheid im Neustadter Stadtwald.
Zunächst fließt das Bächlein gut einen halben Kilometer in nördlicher Richtung durch ein bewaldetes Kerbtal und wird dann von einer zweiten Quelle gestärkt. Das Bächlein, das ab dort ganzjährig Wasser führt, wendet sich nun nach Nordwesten und markiert kurz danach die Gemarkungsgrenze von Hambach zu einer Exklave, die zum Neustadter Ortsbezirk Lachen-Speyerdorf gehört. 200 Meter bachabwärts betritt das Bächlein endgültig die Gemarkung von Lachen-Speyerdorf und damit auch den Lachen-Speyerdorfer-Wald.
Es zwängt sich dann durch das enge Höllischtal, das zwischen dem 477,7 m ü. NHN hohen Kropfsberg im Südwesten und dem 455,2 m ü. NHN hohen Langen Eck im Nordosten liegt und nimmt dabei auf seiner linken Seite ein aus zwei Quellen gespeistes Waldbächlein auf.
Gut einen Kilometer später wendet es sich nach Nordnordwesten und zieht zwischen dem 343,2 m ü. NHN hohen Schloßberg auf seiner linken Seite und dem Kapuzinerberg auf der rechten an der etwa 250 Meter entfernten und im Westen stehenden Ruine der Burg Spangenberg vorbei.
Es mündet schließlich südlich des zur Ortsgemeinde Esthal gehörenden Wohnplatzes Erfenstein auf einer Höhe von 185 m ü. NHN von rechts in den dort aus dem Westen heranziehenden oberen Speyerbach.
Nur 50 Meter entfernt auf der anderen Seite des Speyerbachs liegt dort der Bahnhof von Erfenstein und knapp 200 Meter flussaufwärts im Westen mündet, ebenfalls auf der anderen Seite, der Schankenbach.
Der 2,73 km lange Lauf des Höllischtalbächleins endet ungefähr 177 Höhenmeter unterhalb seiner Quelle, es hat somit ein mittleres Sohlgefälle von etwa 65 ‰.

### Einzugsgebiet
Das 4,339 km² große Einzugsgebiet des Höllischtalbächleins liegt im Mittleren Pfälzerwald und wird durch es über den Speyerbach und den Rhein zur Nordsee entwässert.
Es grenzt
- im Nordosten an das Einzugsgebiet des Heidenbrunnertalbachs, der in den Speyerbach mündet;
- im Osten und Südosten an das des Kaltenbrunnertalbachs, der ebenfalls in den Speyerbach mündet;
- im Südwesten an das des Alten Steig Bachs, der in den Speyerbach-Zufluss Argenbach mündet;
- im Westen an das des Argenbachs direkt und
- ansonsten an das des Speyerbachs.

Es ist vollständig bewaldet und die mit 582,3 m ü. NHN höchste Erhebung ist die Oberscheid im Süden des Einzugsgebiets.

## Geologie
Das Tal liegt im Unteren Buntsandstein (Schlossbergschichten) des Trias mit roten, lokal auch gebleichten groben bis feinen Sandgesteinen. In den höheren Lagen dominieren Trifelsschichten mit kieseligen, violett- bis hellroten und mittel bis groben Sandgesteinen.

## Natur und Umwelt
Das Höllischtalbächleins fließt durch das Fauna-Flora-Habitat Biosphärenreservat Pfälzerwald mit der Kennung FFH-7000-115.
Der unbefestigte Bach wird am Oberlauf vor allem von Fichten und im unteren Teil von Erlen gesäumt.
In der Baumschicht wachsen Fichten, Schwarzerlen und Hainbuchen und unten in der Krautschicht gedeiht der Wald-Sauerklee, das Gegenblättrige Milz- und das Alpenhexenkraut sowie an Farnen der Wald-Frauen-, der Buchen-, der Eichen-, der Männliche Wurm-, der Gewöhnliche Dorn- und Breitblättrige Dornfarn.

## Freizeit und Erholung
Durch das Höllischtal führt der rund 93 km lange Prädikatsfernwanderweg Pfälzer Hüttensteig.